# Suzuki GSX-R
Die GSX-R-Reihe von Suzuki umfasst diese Motorräder:
- Suzuki GSX-R 125
- Suzuki GSX-R 600
- Suzuki GSX-R 750
- Suzuki GSX-8R
- Suzuki GSX-R 1000
- Suzuki Hayabusa 1300 (auch als Suzuki GSX 1300 R bekannt)

## Bildergalerie

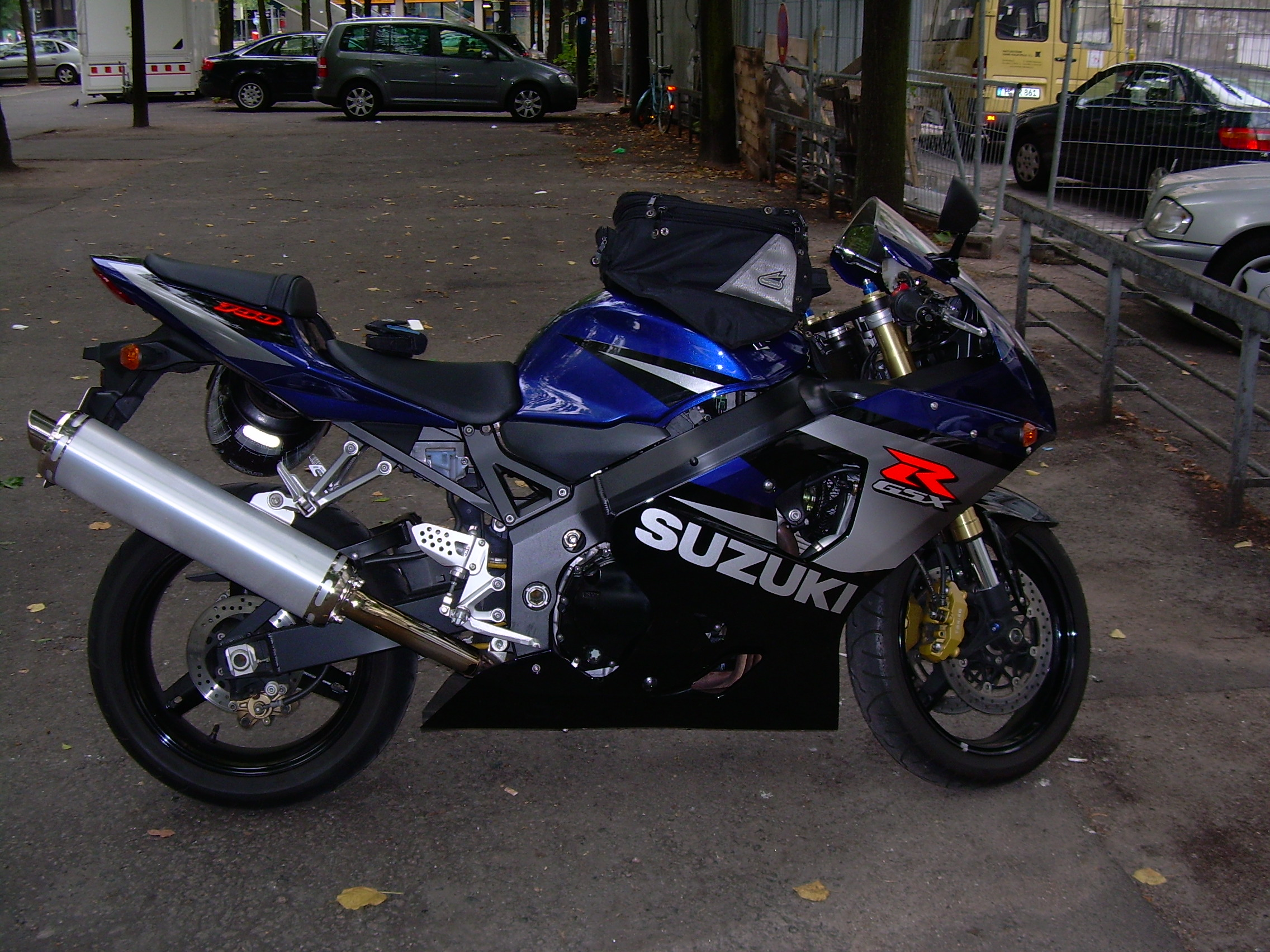
Suzuki GSX-R 750 K5
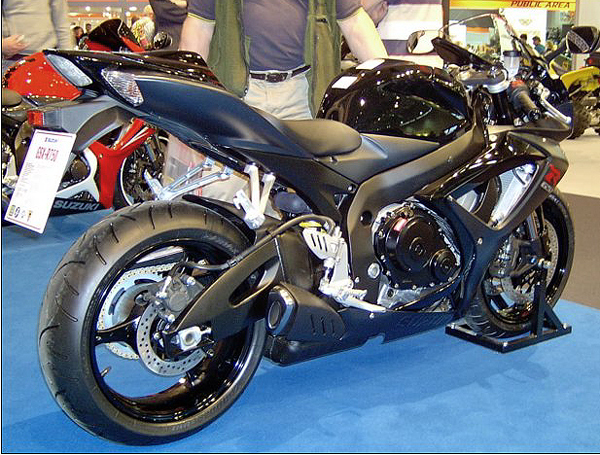
Suzuki GSX-R 750 K6
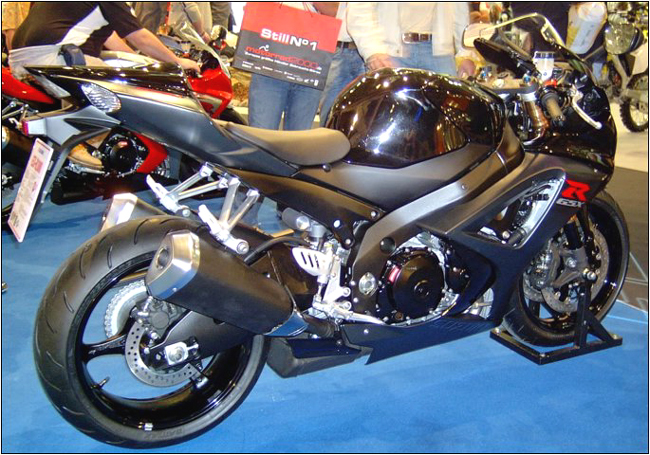
Suzuki GSX-R 1000 K7
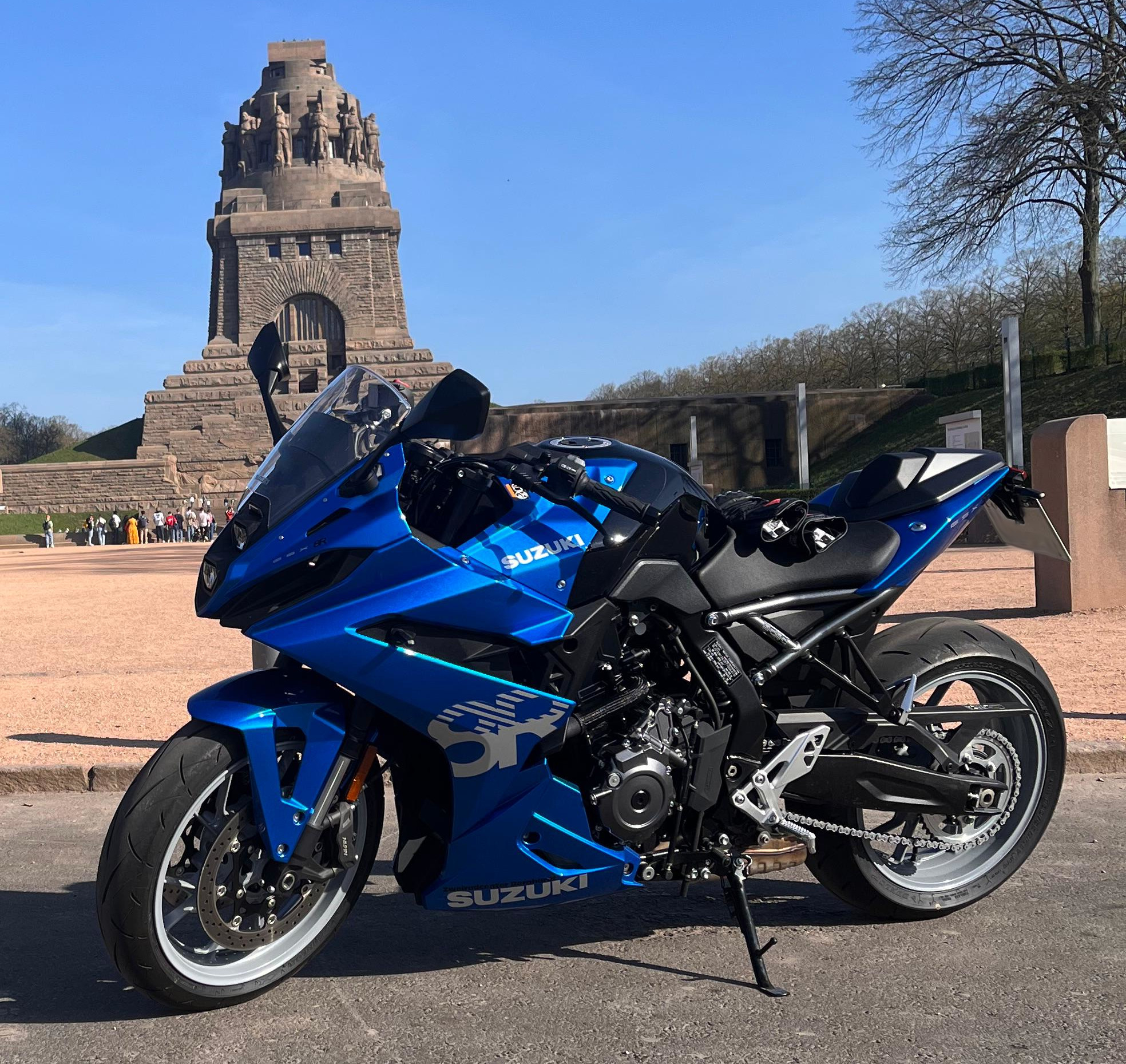
Suzuki GSX-8R

## Frühere Modelle der "GSX-R"-Reihe
- Suzuki GSX-R 1100 (1986–1992 Luft-/Ölgekühlt)
- Suzuki GSX-R 1100 W (1993–1996 Wassergekühlt)